# Shavo Odadjian
Shavarsh Robert "Shavo" Odadjian (ur. 22 kwietnia 1974 w Erywaniu w Armenii) – ormiański muzyk, współzałożyciel i basista grupy System of a Down.

## Życiorys
Jako dziecko przyjechał z rodzicami do Stanów Zjednoczonych. Był wychowywany przez matkę i babcię, z którą był bardzo związany. Dorastał w Hollywood, chodził do ormiańskiej szkoły Alex Pilibos razem z Serjem Tankianem i Daronem Malakianem. Przez pewien czas pracował w banku przy przelewach pieniężnych. Do System of a Down trafił będąc wcześniej ich menedżerem. Ma brata – Davida. Mieszka teraz w Toluca Lake w Kalifornii.
Jego młodzieńczą pasją była grupa KISS, kolekcjonuje ich gadżety. Czyta powieści Stephena Kinga. Jest fanem aktora Christophera Walkena. Innymi jego idolami są Magic Johnson, Elvis Presley, Pablo Picasso, Hugh Hefner i Mozart.
Jest DJ-em, uczestniczył w festiwalu Rock/DJ Explosion 2 marca 2001 w klubie Roxy w Hollywood.
Reżyserował m.in.: klipy do "Toxicity", "Aerials", "Question" i "Hypnotize" oraz klip do "Mine" grupy Taproot i zagrał małą rolę w komedii Zoolander.
W 2010 roku wziął ślub z Sonią (aktualnie Odadjian) i ma z nią syna Shavo Dylana Odadjian III oraz Hayka Victora Odadjiana (urodzonego 1 października 2013)

## Instrumentarium
- Gibson Thunderbird[2]
- Ibanez BTB1000[2]
- Ibanez BTB500[2]
- Meatball Iron 8088 Pro Super Bass[2]
- 4 Ashdown ABM900 Evo II heads[2]
- 4 Ashdown 8x10" Cabinets[2]

## Filmografia
- "We Sold Our Souls for Rock 'n Roll" (2001, film dokumentalny, reżyseria: Penelope Spheeris)[3]
- "Screamers" (2006, film dokumentalny, reżyseria: Carla Garapedian)[4]